# Centrum (algebra)
Centrum används i flera sammanhang inom abstrakt algebra för att beteckna alla element som kommuterar med alla andra element. Centrum betecknas ofta med Z från tyska Zentrum.
- Centrum av en grupp G är alla z i G så att gz = zg för alla g i G och betecknas Z(G). Z(G) är en normal undergrupp till G.